# Modern femkamp vid asiatiska spelen 2022
Modern femkamp vid asiatiska spelen 2022 hölls i Fuyang Yinhu Sports Centre i Hangzhou i Kina mellan den 20 och 24 september 2023.

## Program
| R | Rankingomgång, fäktning | S | Semifinal | F | Final |

| Gren ↓ / Datum →     | 20:e Ons | 21:a Tor | 22:a Fre | 23:e Lör | 24:e Sön |
| -------------------- | -------- | -------- | -------- | -------- | -------- |
| Individuellt, herrar | R        |          | S        |          | F        |
| Individuellt, damer  | R        |          |          |          | F        |
| Lag, herrar          | R        |          | S        |          | F        |
| Lag, damer           | R        |          |          |          | F        |

På grund av brist på deltagare ställdes damernas semifinaler in som ursprungligen var planerade att hållas den 21 september.

## Medaljörer
| Gren                 | Guld                                           | Silver                                         | Brons                                           |
| Individuellt, herrar | Jun Woong-tae Sydkorea                         | Lee Ji-hun Sydkorea                            | Li Shuhuan Kina                                 |
| Lag, herrar          | Sydkorea Jun Woong-tae Jung Jin-hwa Lee Ji-hun | Kina Chen Yan Zhang Linbin Li Shuhuan          | Japan Taishu Sato Kaoru Shinoki Ryo Matsumoto   |
| Individuellt, damer  | Zhang Mingyu Kina                              | Kim Sun-woo Sydkorea                           | Bian Yufei Kina                                 |
| Lag, damer           | Kina Zhong Xiuting Bian Yufei Zhang Mingyu     | Japan Kanae Umemura Misaki Uchida Hana Shibata | Sydkorea Seong Seung-min Kim Se-hee Kim Sun-woo |

## Medaljtabell
*   Värdland
| Nr                  | Nation              | Guld | Silver | Brons | Totalt |
| ------------------- | ------------------- | ---- | ------ | ----- | ------ |
| 1                   | Sydkorea            | 2    | 2      | 1     | 5      |
| 2                   | Kina*               | 2    | 1      | 2     | 5      |
| 3                   | Japan               | 0    | 1      | 1     | 2      |
| Totalt (3 nationer) | Totalt (3 nationer) | 4    | 4      | 4     | 12     |

## Deltagande nationer
Totalt 48 idrottare från 11 nationer tävlade i modern femkamp vid asiatiska spelen 2022:
- Indien (1)
- Indonesien (2)
- Japan (6)
- Kazakstan (8)
- Kina  (8)
- Kirgizistan (5)
- Mongoliet (1)
- Singapore (1)
- Sydkorea (8)
- Thailand (4)
- Uzbekistan (4)